# Comac C919
Die Comac C919 (chinesisch 中國商飛 C919 / 中国商飞 C919) ist nach der teilweise in China entwickelten Comac C909 (bis 2009: ACAC ARJ21) das erste Passagierflugzeug, das vollständig in der Volksrepublik China entwickelt wurde und dort seit 2015 durch das Konsortium Commercial Aircraft Corporation of China (Comac) gebaut wird. Ein bedeutender Anteil des Flugzeuges besteht aus ausländischen Bauteilen. Die Maschine wurde Ende September 2022 für den regulären Flugverkehr zugelassen, am 9. Dezember 2022 erfolgte die erste Auslieferung. Am 28. Mai 2023 absolvierte die C919 mit neunjähriger Verspätung ihren ersten Linienflug zwischen Shanghai und Peking.

## Namensgebung
Der Namensvater des C919 ist der Luft- und Raumfahrtingenieur bzw. „stellvertretender Generaldirektor (englisch deputy general manager)“ von COMAC, Wu Guanghui (吴光辉). Die Bezeichnung „Comac C919“ wurde gezielt gewählt. „C“ steht für (die Volksrepublik) China, die sich auch im zweiten „C“ der Firma des Unternehmens Comac wiederfindet; zugleich wird dadurch eine Nähe zu den beiden großen Herstellern Airbus und Boeing im Sinne eines gleichrangigen ABC impliziert. Zahlen spielen eine wichtige Rolle in der chinesischen Kultur. Dementsprechend repräsentiert die erste Ziffer „9“ (jiǔ, 九 oder 玖) Ewigkeit (chin. 永恒 yǒnghéng, auch 天长地久,  tiāncháng dìjiǔ – „auf ewig, für alle Zeiten“). Die beiden letzten Ziffern „19“ stehen für „190“, die geplante maximale Sitzplatzanzahl des Typs. Der Erstflug der größeren Schwesterversion C929 sollte ursprünglich 2020 stattfinden; der einer möglichen, nochmals vergrößerten Version C939 noch später.

## Entwicklung
Das 2010 spezifizierte Modell C919-200 wurde für eine Kapazität von 156 bis 168 Sitzplätzen konfiguriert. Die Abmessungen entsprechen mit einer Länge von 38,6 m und einer Spannweite von 35,4 m weitgehend den Mittelstreckenmodellen der Airbus-A320-Familie und der Boeing 737, mit denen Comac insbesondere auf dem chinesischen Markt in direkte Konkurrenz tritt. Die ersten Flugzeuge sollen mit Triebwerken westlicher Hersteller ausgerüstet werden, mittelfristig strebt das Konsortium jedoch eine heimische Triebwerksproduktion an.
Das Entwicklungsbudget für das C919-Programm betrug etwa 8,3 Milliarden US-Dollar. Comac plante im Jahr 2012 den Erstflug für das Jahr 2014 und Produktionszahlen von fünf bis zehn Flugzeugen für die Jahre 2016 und 2017. Nach damaligen Plänen sollten bis 2020 jährlich 150 Stück hergestellt werden.
Durch eingetretene Verzögerungen verlor die C919 einen Teil der Wettbewerbsvorteile gegenüber den nachgerüsteten Konkurrenzmodellen Airbus A320neo und Boeing 737 Max.
Das Rollout der C919 fand am 2. November 2015 statt. Im März 2017 wurde dem Flugzeug nach ausführlichen Tests die generelle Flugtauglichkeit bescheinigt. Nach dem Nachweis der elektromagnetischen Verträglichkeit und der Durchführung von Rolltests fand der Erstflug am 5. Mai 2017 statt. Zum Zeitpunkt des Erstfluges lagen insgesamt 570 Aufträge und Kaufzusagen vor. Die Erstauslieferung an die meist chinesischen Kunden war für 2019 geplant, verzögerte sich aber auf Dezember 2022.
Der Erstflug des zweiten Prototyps (B-001C) fand am 16. Dezember 2017 statt, der des dritten am 28. Dezember 2018. Der Bau von drei weiteren Versuchsflugzeugen sollte bis Ende 2019 abgeschlossen sein, zwei Flugzeuge absolvierten ihre Erstflüge am 1. August und am 24. Oktober 2019. Die Flugerprobung der sechs Prototypen wurde im Juli 2022 abgeschlossen.
Am 9. Dezember 2022 erfolgte die erste Auslieferung an eine Fluggesellschaft. Die Comac C919 mit Kennzeichen B-919A wurde auf dem Flughafen Shanghai-Pudong an China Eastern Airlines übergeben und anschließend zum Flughafen Shanghai-Hongqiao geflogen. Die B-919A startete ihren ersten Streckenflug am 26. Dezember 2022, der erste Flug eines 100 Stunden dauernden Testprogramms, dabei sollte die Fluggesellschaft zusammen mit Comac mit realen Alltagsszenarien die Tauglichkeit des Flugzeuges im Linienverkehr nachweisen. China will bis 2025 einen heimischen Marktanteil von 10 % erreichen und 150 C919 pro Jahr produzieren, was aber – wegen des hohen Anteils an ausländischen Bestandteilen – durch mögliche zukünftige Sanktionen gefährdet ist, zumal Comac seit der Präsidentschaft von Donald Trump als mit dem chinesischen Militär verbunden gilt. Zwischen Mitte März und Mai 2023 wurde die B-919A aus unbekannten Gründen nicht mehr geflogen, das Testprogramm wurde erst Mitte Mai 2023 weitergeführt.
Im Februar 2024 führte die C919 im Rahmen der Singapore Airshow erstmals Schauflüge vor einem internationalen Publikum durch.

## Internationale Zusammenarbeit
China forciert den Aufbau einer eigenen unabhängigen Flugzeugproduktion mit erheblichem Aufwand. Da sich die chinesische Flugzeugindustrie erst seit Anfang der 2000er Jahre auf die Produktion größerer Zivilflugzeuge konzentriert, was sich auch an der mehrfachen Umorganisation der Unternehmen erkennen lässt, müssen wichtige Schlüsselprodukte wie Triebwerke und Avionik noch importiert werden. So wird z. B. der deutsche Hersteller Liebherr-Aerospace Fahrwerke und Lüftungssysteme liefern. Etwa 40 Prozent der wichtigen Kernkomponenten des Passagierfliegers stammten im Oktober 2021 von ausländischen Firmen mit Sitz in den USA und Europa.
Im März 2012 gaben Boeing und Comac bekannt, auf dem Gebiet der Treibstoffeffizienz zusammenzuarbeiten. Dazu soll in Peking ein Forschungszentrum mit dem Namen Boeing-COMAC Aviation Energy Conservation and Emissions Reductions Technology Center errichtet werden.

### Triebwerke von CFM
Comac setzt Triebwerke von CFM, einem Gemeinschaftsunternehmen von General Electric und Safran Aircraft Engines (vormals Snecma), ein. Das verbaute Triebwerk LEAP-1C beruht auf einer Weiterentwicklung der CFM56-Triebwerke. Nicht zum Zuge kam dagegen der US-Konkurrent Pratt & Whitney, der mit der Treibstoffersparnis seines neu entwickelten Getriebefans PW1000G um die Chinesen warb. Branchenexperten spekulierten, dass sich CFM mit seinem Leap-1C möglicherweise durch Dumpingpreise den Zuschlag sicherte, weil auffällig war, dass zum damaligen Zeitpunkt noch kein anderer Hersteller das Triebwerk auswählte, während Pratt & Whitney für sein neues Konzept des Getriebefans bereits mehrere Kunden hatte.

## Bestellungen
Der chinesische Inlandsmarkt für Flugzeuge soll bis 2035 stark wachsen, Boeing schätzt den Bedarf auf über 6000 Flugzeuge. Boeing und Airbus sind durch die derzeitige Produktion und die aktuellen Bestellungen auf längere Zeit hinaus nicht in der Lage, das Produktionsvolumen für größere Flugzeuge wesentlich zu erhöhen. Hier sehen die chinesischen Hersteller auch aus politischen Gründen eine Chance, einen eigenen Markt für die C919 aufzubauen. Schon früh wurde in chinesischen Medien veröffentlicht, dass die Produktion der C919 anfangs mit erheblichen Verlusten verbunden sein wird, die durch staatliche Subventionen aufgefangen werden sollen. Dies weist auf die enorme Bedeutung des Projekts für die chinesische Regierung hin.
Auf der Airshow China 2010 wurden die ersten 50 Festaufträge sowie 50 Optionen abgeschlossen. Unter den Bestellern sind die drei größten nationalen Fluglinien China Southern Airlines, China Eastern und Air China, die jeweils bis zu 20 C919 erhalten sollen. Allerdings hat die Volksrepublik China ihre staatlich kontrollierten Airlines dazu verpflichtet, jeweils mindestens 20 Stück des Modells zu bestellen.
Im Jahr 2012 konnte das Konsortium insgesamt 115 Neubestellungen für das Modell verbuchen; mit einer weiteren Bestellung von 20 C919 durch die Industrial Bank Financial Leasing liegen Stand November 2013 400 Festbestellungen vor.
Der vorerst einzige außerchinesische Kunde ist das US-amerikanische Flugzeugleasing-Unternehmen GE Capital Aviation Services (20 Flugzeuge). Die thailändische Fluggesellschaft City Airways bestellte 2015 10 Flugzeuge, doch wurde der Betrieb der Fluggesellschaft 2016 eingestellt und die Bestellung storniert. Mit Stand Dezember 2016 war von 517 Bestellungen die Rede, zum Zeitpunkt des Erstflugs gab Comac bekannt, dass 570 Aufträge (inklusive Kaufzusagen) von 23 verschiedenen Kunden vorlägen. Ende Mai 2018 lagen rund 700 und im Sommer 2018 über 800 Bestellungen und Absichtserklärungen vor. Mitte September 2023 erreichte die C919 die 1000-Bestellungen-Marke mit insgesamt 1061 Bestellungen. Ende September 2023 bestellte China Eastern Airlines weitere 100 C919.

## Technische Daten
| Kenngröße               | Daten                                 |
| ----------------------- | ------------------------------------- |
| Länge                   | 38,9 m                                |
| Rumpfmaße               | Breite 3,96 m, Höhe 4,16 m            |
| Spannweite              | 35,8 m                                |
| Höhe                    | 11,95 m                               |
| Max. Kabinendurchmesser | Breite 3,9 m, Höhe 2,25 m             |
| Nutzlast                | mind. 20.400 kg                       |
| Passagierkapazität      | 156–168 (später: Modelle mit 130–190) |
| Triebwerke              | 2 × LEAP-1C                           |
| Reisegeschwindigkeit    | Mach 0,785                            |
| Dienstgipfelhöhe        | 12.100 m                              |
| Reichweite              | 4075 km / 5555 km                     |